# Carey Gillam
Carey Gillam é uma jornalista de investigação norte-americana.

## Vida e carreira
Gillam nasceu em Overland Park, Kansas. Ela começou sua carreira como repórter geral de dois pequenos jornais no Kansas. Gillam passou vários anos trabalhando para a rede de publicações de negócios de propriedade da American City Business Journals antes de ingressar na Thomson Corporation como repórter bancária cobrindo holdings bancárias regionais do sudeste. Ela ingressou na Agência de Notícias Reuters em 1998, onde cobriu agricultura, mercados de commodities e reportagens em geral. Gillam deixou a Reuters em outubro de 2015 e, em janeiro de 2016, juntou-se ao grupo de pesquisa de investigação sem fins lucrativos US Right to Know como diretora de pesquisa. Os artigos de Gillam, desde que deixou a Reuters, têm sido publicados no The Guardian, Time, UnDark Magazine e outros meios de comunicação.